# Edgardo Adinolfi
Edgardo Alberto Adinolfi Duarte (ur. 27 marca 1974 w Montevideo) – urugwajski piłkarz występujący na pozycji obrońcy.

## Kariera klubowa
Adinolfi zawodową karierę rozpoczynał w 1993 roku w zespole River Plate Montevideo. Jego barwy reprezentował przez 3 sezony. W 1995 roku odszedł do izraelskiego Maccabi Hajfa. W 1996 roku wywalczył z nim wicemistrzostwo Izraela. W tym samym roku wrócił do Urugwaju, gdzie został graczem CA Peñarol. W ciągu 4 sezonów spędzonych w tym klubie, zdobył z nim 3 mistrzostwa Urugwaju (1996, 1997, 1999).
W 1999 roku przeszedł do argentyńskiej Gimnasii La Plata. Na początku 2001 roku odszedł do urugwajskiego Defensoru Sporting. W połowie tego samego roku trafił do greckiego Ionikosu. W jego barwach nie rozegrał jednak żadnego spotkania. W 2002 roku przeniósł się do urugwajskiego Fénixu, gdzie spędził kilka miesięcy.
W połowie 2002 roku Adinolfi podpisał kontrakt z argentyńskim Newell’s Old Boys z Primera División Argentina. Zadebiutował tam 28 lipca 2002 roku w zremisowanym 0:0 pojedynku z River Plate. 6 kwietnia 2003 roku w wygranym 2:0 spotkaniu z Uniónem Santa Fe strzelił pierwszego gola w Primera División. W Newell’s spędził 2 lata.
W 2004 roku odszedł do hiszpańskiej Pontevedry. W Segunda División zadebiutował 19 września 2004 roku w wygranym 1:0 meczu z Realem Valladolid. Przez rok dla Pontevedry rozegrał 11 spotkań. W 2005 roku wrócił do Newell’s, jednak podczas roku spędzonym w tym klubie, nie zagrał w jego barwach ani razu.
W 2006 roku przeszedł do Tiro Federal z Primera B Nacional. Na początku 2007 roku trafił do cypryjskiego Olympiakosu Nikozja. W połowie tego samego roku zakończył karierę.

## Kariera reprezentacyjna
W reprezentacji Urugwaju Adinolfi zadebiutował 19 października 1994 roku w wygranym 1:0 towarzyskim meczu z Peru. W 1995 roku znalazł się w zespole na turniej Copa América, który został wygrany przez Urugwaj.
W 1997 roku został powołany do kadry Puchar Konfederacji. Zagrał na nim w pojedynkach ze Zjednoczonymi Emiratami Arabskimi (2:0), Czechami (2:1), Australią (0:0, 0:1 po dogrywce) oraz ponownie z Czechami (0:1). Tamten turniej Urugwaj zakończył na 4. miejscu.
W latach 1994–1997 w drużynie narodowej Adinolfi rozegrał w sumie 18 spotkań i zdobył 1 bramkę.